# Villastellone
Villastellone est une commune italienne d'environ 4 500 habitants (2021), située dans la ville métropolitaine de Turin, dans la région Piémont, dans le nord-ouest de l'Italie.

## Administration
| Période                                  | Période  | Identité         | Étiquette | Qualité |
| ---------------------------------------- | -------- | ---------------- | --------- | ------- |
| 14 juin 2004                             | En cours | Giovanni Pollone | civica    |         |
| Les données manquantes sont à compléter. |          |                  |           |         |

### Hameaux
Borgo Cornalese, Tetti Mauriti

### Communes limitrophes
Moncalieri, Cambiano, Santena, Poirino, Carignano, Carmagnole (Italie)